# Protonemura rauschi
Protonemura rauschi is een steenvlieg uit de familie beeksteenvliegen (Nemouridae). De wetenschappelijke naam van de soort is voor het eerst geldig gepubliceerd in 1975 door Theischinger.